# Horbani, Kozelșciîna
Horbani (în ucraineană Горбані) este un sat în așezarea urbană Nova Haleșciîna din raionul Kozelșciîna, regiunea Poltava, Ucraina.

## Demografie
Componența lingvistică a localității Horbani
     Ucraineană (94,27%)
     Rusă (5,38%)
Conform recensământului din 2001, majoritatea populației localității Horbani era vorbitoare de ucraineană (94,27%), existând în minoritate și vorbitori de rusă (5,38%).